# Sorum
Sorum (en hangul, 소름; romanización revisada, Soreum), es una película de Thriller/Terror Coreano del 2001 y el debut cinematográfico del director Yoon Jong-chan. Protagonizada por Kim Myeong-min y Jang Jin Young; cuenta la historia de un joven taxista que se muda a un viejo edificio de apartamentos en ruinas, el cual es el sitio de una tragedia brutal treinta años antes. La película ha sido nominada a varios premios y ha ganado varios de ellos.

## Trama
Yong-Hyun, un taxista que roza los treinta años, se traslada a su nuevo hogar: la habitación 504 de los apartamentos Migum, en las afueras de Seúl. Poco después de la mudanza comienza a intuir una extraña presencia y recibe la escalofriante noticia de que el anterior inquilino falleció en un incendio en esa misma habitación. Por si fuera poco, el fantasmagórico edificio se encuentra a un paso de ser declarado en ruinas y sólo otras tres personas permanecen en él: Mr. Lee, un escritor fracasado; Eun-Soo, novia del fallecido; y Sun Yeong, una camarera maltratada por su marido con la que el recién llegado inicia una relación sentimental. Yong-Hyon descubrirá poco a poco que el edificio encierra un terrible secreto que atrapa y condena a todos aquellos que lo habitan.

## Reparto
- Kim Myung-min es Yong-hyun
- Jang Jin-young es Sun-yeong
- Ki Joo-bong
- Jo An
- Kim Gi-cheon
- Lee Han-wi como un taxista borarcho.
- Lee Kwang-gi
- Park Yeong-hoon
- Kim Joo-ryeong
- Kwon Tae-won
- Choi Woong

## Premios
- 2001 Blue Dragon Award: Mejor Actriz a Jang Jin-young
- 2002 Fantasporto International Fantasy Film: Nominado a Mejor Actor Jang Jin-young
- 2002 Fantasporto International Fantasy Film: Nominado a Mejor Director:  Yun Jong-chan
- 2002 Fantasporto International Fantasy Film: Nominación Especial a Yun Jong-chan
- 2002 Málaga International Week of Fantastic Cinema: Mejor Actriz a Jang Jin-young
- 2001 Pusan Film Critics Awards: Nuevo Mejor Actor Kim Myung Min
- 2001 Pusan Film Critics Awards: Nuevo Mejor Actor Jang Jin-young
- 2001 The 4th Director's Cut Awards: Nuevo Mejor Actor Kim Myung Min
- 2001 The 4th Director's Cut Awards: Mejor Actor Jang Jin-young
- 2001 Festival de Cine de Sitges: Mejor Actor a Jang Jin-young